# 格奥尔格·冯·哈布斯堡
格奥尔格·冯·哈布斯堡（Georg von Habsburg，教名保罗·格奥尔格·玛丽亚·约瑟夫·多米尼库斯；1964年12月16日—），出生于德国施塔恩贝格，奥匈帝国末代皇储奥托·冯·哈布斯堡和妻子伊米莉亚·冯·奥尔登堡公爵夫人的小儿子。現任匈牙利駐法国大使。
在奥地利被称为格奥尔格·哈布斯堡-洛林，在匈牙利作为哈布斯堡·格奥尔格，并通过他的皇室名在奥地利被称为格奥尔格大公，是卡尔一世的孙子，也是茜茜公主和丈夫弗朗茨·约瑟夫一世的侄曾孙。格奥尔格是匈牙利红十字会主席，匈牙利巡回大使，金羊毛骑士团骑士。

## 生平
1984年，他从上巴伐利亚行政区Tutzing高中毕业。在1984 -1985年在奥地利因斯布鲁克大学学习了一年法律，一学期在欧洲中心，于1985年在马德里毕业，1986年就读于慕尼黑路德维希 - 马克西米利安大学的教员历史和政治学专业。1989年，在马德里曼迪逊大学学习西班牙和伊斯兰历史。1990-1993年间，在慕尼黑路德维希 - 马克西米利安大学学习历史。
1987-1988年，与德国电视台ZDF当代历史和欧洲政策部门合作。
1989年，为三个月期间，加入苏丹国阿曼的电视新闻部。1990-1992年，他在慕尼黑的公司--马库斯电影公司只做了宗教和政治纪录片。
曾担任几家欧洲报纸的自由记者，前往阿富汗、巴基斯坦、中国大陆、加勒比海群岛、马格里布国家、日本、巴拿马、乌克兰、捷克、斯洛文尼亚、克罗地亚、意大利、奥地利、匈牙利等等地参与实地报道。分别在1979年、1984年、1989年和1994年参与竞选欧洲议会。
1993年开始，居住在布达佩斯，曾担任奥托·冯·哈布斯堡博士的办公室主任，在匈牙利发起泛欧运动。担任布达佩斯技术大学理事。
1993年至1997年，担任MTM通信公司董事，该公司是中欧最大的电影制片商和分销商。1996年到2002年，担任MTM- SBS电视台公司的董事会的成员，该公司拥有匈牙利领先的商业电视台- TV2。
自1996年12月，被任命为匈牙利共和国特别大使和全权代表，在总理办公室担任巡回大使。
在1999年，成为欧洲领先的研究生的大学之一--德恩普里萨/马德里研究所国际理事会成员。2002年-2004年，担任布达佩斯EUTOP公司董事长。2004年，担任欧盟通讯公益基金会监事会成员。
2006年创办哈布斯堡咨询公司，并担任首席执行官。2006-2008年，在阿斯彭研究所设立亨利冠奖学金。
2004年-2012年，担任匈牙利红十字会主席。2005年-2013年，担任欧盟红十字会办公室副主席。家族成员
格奥尔格大公是奥匈帝国的最后一个王储奥托·冯·哈布斯堡（Otto von Habsburg）和约翰·奥尔登堡公爵的大女儿伊米莉亚·冯·奥尔登堡公爵夫人（Eilika von Oldenburg）的小儿子，卡尔一世的孙子，也是茜茜公主和丈夫弗朗茨·约瑟夫一世的侄曾孙。现哈布斯堡家族大家长卡尔·冯·哈布斯堡是其兄长。
1997年10月18日，格奥尔格·冯·哈布斯堡与公爵夫人伊米莉亚·冯·奥尔登堡（Eilika von Oldenburg）成婚。他有一个儿子和两个女儿，索菲亚出生于2001年1月12日，伊尔迪科出生于2002年6月6日，卡尔·康斯坦丁出生于2004年7月20日。

## 人物评价
中欧大部分国家被哈布斯堡家族统治了几个世纪，因此格奥尔格·冯·哈布斯堡深知中欧国家风土人情，与当地王室、政界精英和商界精英联系紧密，并在民间很受欢迎。他熟悉多国语言，包括德语、英语、法语、西班牙语、匈牙利语和意大利语。